# Adam Mniszewski
Adam Mniszewski herbu Kościesza, zmarł bezpotomnie w 1610 r.
Właściciel Dóbr Mniszewskich, w skład których wchodziły również wsie, które odziedziczył  po swojej matce (Skowera –  wieś zaginiona, Gąski, Wolą Gąsaczyńską (teraz część Magierowej Woli) .
Był wojskim warszawskim w 1588 r., kasztelanem liwskim 1594 r. starostą czerskim w 1598 r. (ale bez wsi należących do starostwa, miał jurysdykcję grodzką i miejską). Był kasztelanem czerskim od 1607 r.
Majątek przekazał pasierbom Parysom (Adam, Stanisław, Zygmunt).